# Golnay
De Golnay of Golnai is een riviertje in België. Het is een zijrivier van de Salm of Glain in het stroomgebied van de Maas.

## Geografie
De rivier heeft haar oorsprong nabij Ottré in Vielsalm in de provincie Luxemburg, op ongeveer 505 meter hoogte. Van daaruit stroomt de Golnay in noordoostelijke richting, langs het gehucht Joubiéval en daarna onder de gewestweg N89, die er de grens met de gemeente Lierneux in de provincie Luik vormt.
In Lierneux stroomt de Golnay langs het gehucht Petit-Sart, om dan af te buigen naar het oosten. De Golnay stroomt weer de Vielsalm en de provincie Luxemburg binnen, langs de gehuchten La Comté en La Bedinne, om in Salmchâteau in de Salm uit te monden op ongeveer 375 meter hoogte.

## Geschiedenis
De Golnay vormde lang een grensriviertje. Tijdens het ancien régime vormde de rivier voorbij Petit-Sart tot haar monding in Salmchâteau de grens tussen het Hertogdom Luxemburg en het Abdijvorstendom Stavelot-Malmedy. Bij de creatie van de gemeenten op het eind van de 18de eeuw werd dit tracé de grens tussen de gemeenten Vielsalm en Lierneux. Bij de gemeentelijke fusies van 1977 werden de gemeentegrenzen hier hertekend en werd grondgebied van Lierneux overgeheveld naar Vielsalm: ter hoogte van Joubiéval en Petit-Sart vormde de N86 nu een gemeente- en provinciegrens, en het stuk verder stroomafwaarts liep nu volledig door Vielsalm, waardoor de Golnay niet langer een gemeente- en provinciegrens vormde.

## Bezienswaardigheden
- De Moulin de Sart, een watermolen op de Golnay in Petit-Sart[1]